# Relațiile sovieto-germane (1918–1941)

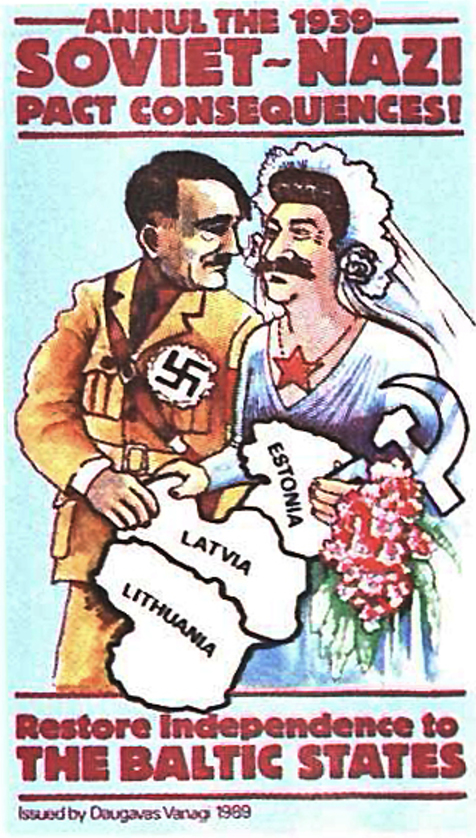
Caricatură de proveniență din Țările Baltice, denunțînd cooperarea sovieto-nazistă și solicitînd anularea consecințelor sale.

Acest articol descrie evoluția relațiilor sovieto-germane între 1918 și 1941. 
Relațiile dintre Germania și Uniunea Sovietică au început după Primul Război Mondial. Tratatul de la Brest-Litovsk, dictat de Germania, a pus capăt ostilităților între Rusia și Germania; a fost semnat la 3 martie 1918. Câteva luni mai târziu, ambasadorul Germaniei la Moscova, Wilhelm von Mirbach-Harff, a fost împușcat mortal de către socialiștii revoluționari de stânga ruși, în încercarea de a incita un nou război între Rusia și Germania. Întreaga ambasadă sovietică condusă de Adolph Joffe a fost deportată din Germania la 6 noiembrie 1918, pentru sprijinul lor activ al Revoluției germane. De asemenea, Karl Radek a sprijinit ilegal activitățile subversive comuniste în  Republica de la Weimar în 1919.
Încă de la început, ambele state au căutat să răstoarne sistemul care a fost instituit de învingătorii Primului Război Mondial, Germania, muncind din greu pentru reparații oneroase și înțepată constant de dispozițiile Tratatului de la Versailles privind responsabilitatea sa colectivă, a fost o națiune învinsă. Acest lucru și războiul civil rus au făcut atât ca Germania, cât și sovieticii să devină proscriși pe scena politicii internaționale, iar apropierea lor rezultată în perioada interbelică a fost o convergență naturală. În același timp, dinamica relației lor s-a conturat atât prin lipsa de încredere, cât și prin temerile guvernelor respective de a se scăpa de izolare diplomatică și de a se apropia de A Treia Republică Franceză (despre care la vremea respectivă se credea a deține cea mai mare forța militară din Europa) și A Doua Republică Poloneză, aliatul acesteia.
Relația economică a țărilor a scăzut în 1933, când Adolf Hitler a venit la putere și a creat Germania nazistă. Cu toate acestea, relațiile au fost reluate la sfârșitul anilor 1930, culminând cu Pactul Molotov – Ribbentrop din 1939 și cu mai multe acorduri comerciale.
În urma fiasco-ului de la München a diplomației occidentale, s-au îmbunătățit mai întîi relațiile comerciale și economice dintre Germania și URSS , evoluție însoțită de conștientizarea, de către ambele părți, a beneficiilor reciproce politice rezultînd din dezvoltarea acestei relații. Astfel, zisele raporturi au cunoscut o ascendentă ce a dus la acordul Molotov-Ribentrop. Eforturile bilaterale sovieto-naziste ulterioare au explorat posibilitatea integrării Uniunii Sovietice în cadrul Axei Roma-Berlin-Tokyo, îndreptată împotriva Marii Britanii și SUA, eforturi în care ambele părți au demonstrat interese mari și care au atins punctul culminant în octombrie-noiembrie 1940. Diferențele geopolitice dintre pozițiile de pe care ambele părți își formulau obiectivele politicii externe s-au dovedit a fi prea mari pentru capacitatea de compromis a lui Hitler, care, în urma victoriilor obținute în anul 1940, a considerat că putea să se lipsească de alianța cu URSS.

## Contextul internațional și premizele apropierii sovieto-naziste
Evoluția relațiilor sovieto-germane din perioada interbelică și pînă la data de 22 iunie 1941 poate fi împărțită în două etape în funcție de regimurile care s-au succedat în Germania: Republica de la Weimar, pînă la 30 ianuarie 1933 și Reich-ul lui Adolf Hitler - după această dată. Pînă la venirea lui Hitler la putere, relațiile dintre cele două țări au cunoscut un parcurs ascendent, deși complicat, cele două țări semnînd două tratate importante (la Rapallo – 1922, și la Berlin – 1926) prin care stabileau legături bilaterale semnificative – consulare, economice și comerciale. În același context este bine-cunoscută cooperarea militară germano-sovietică care a permis nemților să ocolească unele prevederi restrictive ale Tratatului de pace de la Versailles. 
Anii 1931 și 1932 constituie apogeul cooperării dintre U.R.S.S. și Republica de la Weimar, însă odată cu accederea naziștilor la putere, relațiile dintre cele două țări se răcesc brusc. Cooperarea militară dintre cele două țări este întreruptă în 1933. Ca urmare a propagandei anti-sovietice germane, a situării celor două părți pe poziții divergente și ostile în Războiul Civil Spaniol, dar și a succeselor înregistrate de Hitler în fața politicii conciliatoriste a Marii Britanii și Franței (denunțarea prevederilor Tratatului de la Versailles, remilitarizarea zonei renane, Anschulss-ul, ș.a.), Uniunea Sovietică își reajustează politica față de Germania Nazistă. Începînd cu anii 1933-1934, Rusia sovietică urmărește să se alăture vreunei inițiative anti-fasciste, sau să înjghebe o alianță îndreptată în vedera îngrădirii expansiunii pe continent. În acest scop la 1934 U.R.S.S. devine membru al Ligii Națiunilor, în 1933 obține recunoașterea de la o serie de state europene și de la S.U.A., iar la 1935 încheie un tratat cu Cehoslovacia prin care se angaja să vină în ajutorul cehoslovacilor în cazul unui atac german. 

## Uniunea Sovietică și criza cehoslovacă din 1938

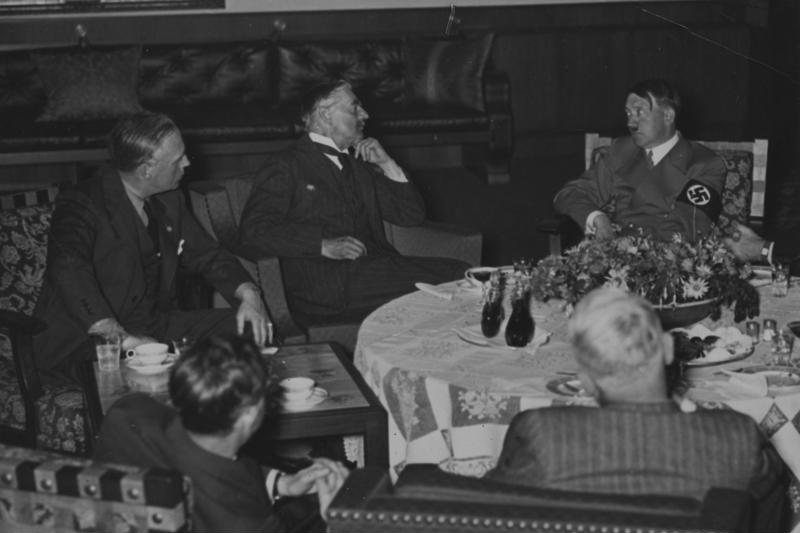
Chamberlain și Hitler, Munchen, 1939.

Rolul jucat de sovietici în timpul crizei sudete și în contextul evenimentelor premergătoare ocupării germane a Cehoslovaciei a constituit subiectul unor controverse între istorici. În istoriografie există și opinia conform conform căreia sovieticii nu aveau de gînd să intervină în sprijinul cehoslovacilor pe cale militară, ci că aceștia ar fi căutat de fapt să împingă Franța și Marea Britanie în conflict cu Germania, iar ei, făcînd trimitere la refuzul României și al  Poloniei de a permite trecerea Armatei Roșii pe teritoriul lor, să decline angajamentele luate față de cehoslovaci. Această presupunere însă nu pare bine întemeiată, dacă ținem cont de faptul că cehii aveau încheiate două tratate distincte cu francezii și cu sovieticii. Primul dintre ele, semnat la 16 octombrie 1925, promitea asistența franceză în cazul în care Cehoslovacia ar fi fost supusă vreunei agresiuni, iar ce de-al doilea, din 16 mai 1935, îi obliga pe sovietici să sprijine Cehoslovacia într-o situație similară, numai că ajutorul sovietic era condiționat de cel francez: cu alte cuvinte, sovieticii nu interveneau decît dacă francezii ar fi făcut mai întîi acest lucru. În afară de aceasta, cele două tratate, încheiate la zece ani distanță unul față de celălalt, nu erau legate formal în niciun fel. Franța în schimb era obligată să sprijine militar Cehoslovacia indiferent dacă sovieticii consimțeau să facă și ei acest lucru. Intrarea Franței într-un război împotriva Germaniei ar fi atras în acest conflict și Marea Britanie al cărei prim-ministru, Neville Chamberlain, a rămas cunoscut în istorie pentru politica sa împăciuitoare față de manifestările revizioniste din cea de-a doua jumătate a anilor 1930. Chamberlain urmărea cu orice preț evitarea unui nou război de mari proporții pe continent. El l-a determinat în cele din urmă pe colegul său francez, Édouard Daladier, să ignore prevederile tratatului de asistență mutuală dintre Franța și Cehoslovacia .  
Este greu să determinăm faptul dacă intenția sovietică de a ajuta Cehoslovacia era una serioasă sau dacă acest ajutor ar fi venit în cazul în care cehoslovacii ar fi respins înțelegerea de la Munchen. Greutatea vine din faptul că asemenea abordări sînt contrafactuale și în general considerate ca nefiind științifice. Pe de altă parte se știe că Beneš nu cerut ajutorul sovietic nici măcar atunci cînd țara sa se afla în fața pericolului iminent al dezintegrării, iar la Conferința de la München sovieticii nu au fost invitați. Ceea ce se mai știe cu siguranță este că aceste cedări nu au fost suficiente pentru a-l satisface pe Hitler și că, avînd consimțămîntul puterilor occidentale, Hitler a ocupat regiunea sudetă a Cehoslovaciei. A urmat, sub pretextul preîntîmpinării tulburărilor politice – ocuparea și dezmembrarea întregii Cehoslovacii, în ciuda faptului că societatea cehoslovacă era suficient de consolidată și hotărîtă să-și apere independența și integritatea teritorială. 

## Apropierea sovieto-germană din primăvara și vara anului 1939
U.R.S.S. își modifică politica vizavi de Germania ca urmare a modului în care a fost gestionată criza sudetă. Se pare că după acest eveniment Stalin a devenit foarte suspicios în legătură cu intențiile britanice și franceze și a decis să schimbe politica sovietică de îndiguire a expansiunii naziste, căutînd în schimb o apropiere cu Germania lui Hitler. În afară de suspiciunea tradițională vizavi de puterile capitaliste, un alt motiv care a determinat apropierea lui Stalin de Germania a fost pericolul japonez căruia sovieticii trebuiau să-i facă față în Extremul Orient. Ostilitatea sovieto-japoneză a început să capete forma unor confruntări militare în Mongolia, precum și la hotarul dintre U.R.S.S. și teritoriul controlat de japonezi în China. În aceste condiții U.R.S.S. nu-și putea permite o politică ostilă Germaniei. În raportul de activitate prezentat Congresului al XVIII-lea al PC(b)US din 10 martie 1939, Stalin denunță intenția puterilor capitaliste de a atrage U.R.S.S. într-un război împotriva Germaniei, pentru ca mai apoi acestea să profite de pe urma slăbiciunii părților angajate în conflict. Potrivit lui Stalin, motive evidente pentru un conflict între Germania și Rusia Sovietică nu existau, iar Pactul Anti-Comintern nu era îndreptat împotriva U.R.S.S., ci contra Angliei, Franței și Statelor Unite. Pe de altă parte nemții aveau și ei suficiente motive pentru a căuta o apropiere de sovietici. Aceștia, avînd experiența primului Război Mondial, nu doreau o confruntare simultan pe două fronturi. În afară de aceasta economia și industria germană se pregătea intens pentru război, iar cum Germania dispunea de materii prime în cantități limitate, un acord comercial cu U.R.S.S. era absolut necesar pentru îndeplinirea planurilor de mobilizare a naziștilor. Germania avea nevoie de materii prime din U.R.S.S., acestea fiind petrol, cauciuc, metale, iar sovieticii, la rîndul lor doreau să obțină instalații industriale, arme, vase militare, avioane de luptă, ș.a. produse industriale germane . 
În aceste condiții sovieticii și germanii au început tratativele în vederea apropierii, mai întîi economice, iar apoi politice, și după cum vom vedea chiar și militare, dintre U.R.S.S. și Germania Nazistă. Primele chestiuni în acest sens au fost discutate încă din aprilie 1939, cînd sovieticii au ridicat problema contractelor militare pe care ei le aveau cu uzinele Škoda din Cehoslovacia, aflată acum sub ocupație germană. Discuțiile dintre Secretarul de stat al Ministerului de Externe al Germaniei, Weizsäcker, și ambasadorul sovietic acreditat la Berlin, Merecalov, s-au desfășurat pe un ton amiabil, Weizsäcker observînd că presa sovietică „nu aderă la tonul antigerman al gazetelor americane și  engleze“, iar ambasadorul sovietic  a apreciat, la rîndul său, relațiile ruso-germane ca fiind normale, și că acestea au potențialul de a fi îmbunătățite și că diferențele ideologice nu trebuie să fie un obstacol în calea lor . Un punct de cotitură în procesul de apropiere dintre sovietici și naziști în ajunul celui de-al doilea Război mondial a fost demiterea lui Maxim_Litvinov la 3 mai 1939. Acest diplomat a rămas cunoscut pentru eforturile sale anterioare de înjghebare a unei coaliții antifasciste, iar începînd din martie 1939 era angajat în tratative cu Franța și Marea Britanie în vederea semnării un pact trilateral de asistență mutuală . Eforturile lui Litvinov însă nu mai corespundeau viziunilor lui Stalin în ce privește realitățile politicii internaționale . Naziștii au privit demiterea lui Litvinov (care era evreu) ca pe un semnal pozitiv ce le era adresat anume lor în legătură cu intențiile lui Stalin de îndepărtare de puterile capitaliste, iar numirea lui Molotov în funcția de comisar al poporului pentru afaceri externe reprezenta, în opinia nemților, o garanție că politica externă sovietică se va realiza „strict corespunzător ideilor lui Stalin” .  În decursul lunii mai, diplomații sovietici s-au mulțumit să sondeze terenul la Berlin, abordînd problema contractelor militare cu uzinele Škoda, apreciind tendința pozitivă de evoluție a relațiilor sovieto-naziste și exprimîndu-și speranța în vederea posibilităților de îmbunătățire a acestor relații; aici se cuvine să menționăm și faptul că sovieticii au transmis nemților semnale clare în legătură cu faptul că ei nu se așteaptau ca tratativele anglo-sovietice să se încheie cu vreun acord . În aceeași perioadă un episod important ține de întrevederea lui Molotov cu Schulenburg la Moscova în care comisarul sovietic, fără a oferi foarte multe detalii ambasadorului german, își exprimă nemulțumirea în legătură cu maniera tărăgănată în care au log negocierile sovieto-germane în privința unui acord comercial și că această tratativele în acest sens vor fi reluate numai după ce va exista o “bază politică” necesară în acest sens .
Inițial germanii nu au reacționat la aceste avansuri aproape deloc voalate ale sovieticilor suspectînd că aceștia din urmă intenționau de fapt să obțină un capital politic pe care mai apoi îl vor folosi în negocierile tripatite anglo-franco-sovietice . Cu toate acestea, la scurt timp nemții realizează faptul că manevra lui Molotov nu era altceva decît o invitație în vederea accelerării procesului de apropiere a pozițiilor politice ale celor două părți. În discuțiile dintre sovietici și germani de la sfîrșitul lunii mai (ce au loc la inițiativa celor din urmă), ei revin la ideea conform căreia diferențele ideologice nu trebuie să împiedice dezvoltarea relațiilor dintre U.R.S.S. și Germania, acceptînd teza sovietică, că dimensiunea economică a acestor relații nu poate fi separată de cea politică, fiind, prin urmare, necesar un acord în acest sens . În opinia nemților condițiile politice pe arena internațională erau prielnice pentru o înțelegere sovieto-nazistă: Stalin era preocupat de agresiunea japoneză în Extremul Orient, iar Germania dorea să slăbească poziția Poloniei și astfel să-și consolideze propria poziție în raport cu puterile occidentale . 
La această etapă sovieticii suspectau că faptul că nemții insistau asupra semnării unui acord comercial pentru a zădărnici negocierile tripartite anglo-franco-sovietice, dar în discuțiile ulterioare dintre Schulenburg și Molotov acesta din urmă s-a arătat favorabil normalizării relațiilor dintre Germania nazistă și Rusia sovietică, iar primul pas în acest sens trebuia să fie începerea negocierilor în vederea semnării unui acord comercial ; ambele părți au întreprins eforturi în vederea creării unui cadru favorabil acestui acord, în special prin intermediul presei, renunțînd la atacurile reciproce. În consecință începerea oficială a negocierilor comerciale și în privința acordării unui credit german a fost anunțată pe data de 22 iulie, iar din acest moment încep dicuțiile sovieto-naziste referitor la posiblitatea încheierii unui acord politic între cele două părți.
Eforturile în vederea restabilirii colaborării în domeniul economic prin semnarea unui acord comercial și de credit au fost astfel prima etapă în cadrul procesului de apropiere sovieto-nazist din anul 1939. În cadrul următoarelor etape trebuia să aibă loc apropierea politică dintre Grmania Nazistă și Uniunea Sovietică și atingerea unui acord politic cuprinzător care să soluționeze toate divergențele în materie de politică externă dintre cele două părți atît în Europa, cît și în Extremul Orient. Fundamentul pe care această relația trebuia construită era dat de opoziția pe care atît sovieticii, cît și naziștii o împărtășeau față de democrațiile capitaliste. Antagonismul ideologic sovieto-nazist devenea irelevant, fiind considerat o etapă depășită în relațiile dintre cele două părți și era explicat mai ales prin prisma ostilității din trecut a Partidului Național-Socialist față de Partidul Comunist German, supus Moscovei prin intermediul Internaționalei Comuniste. Este important să menționăm că încă din acea perioadă și în același context, naziștii s-au arătat deschiși să țină cont de „interesele vitale” ale Rusiei sovietice în Polonia și în regiunea Mării Baltice. 
Din acest moment discuțiile sovieto-naziste trec la o nouă etapă. Pe fundalul stagnării negocierilor tripartite anglo-franco-sovietice în lipsa interesului sovietic, situație pe care nemții o cunoșteau foarte bine, tratativele sovieto-germane se accelerează și implică în mod direct pe Ribbentrop și pe Molotov; în acest context este pentru prima oară adusă în discuție “posibilitatea încheierii cu Rusia a unui tratat referitor la soarta Poloniei”. Sovieticii au propus ca discuțiile în acest sens să aibă loc la Moscova, pentru a facilita mersul negocierilor, iar naziștii au fost extrem de receptivi la această propunere: la 14 august 1939, Ribbentrop i-a transmis lui Schulenburg instrucțiuni amănunțite prin care îi cerea acestuia să-l informeze pe Molotov despre faptul că divergențele ideologice nu pot sta în calea dezvoltării relațiilor comerciale și politice dintre cele două țări între care, în realitate, nu ar fi existat niciun conflict de interese și că toate problemele din Europa de Est – de la Marea Baltică pînă la Marea Neagră, puteau fi reglementate spre deplina satisfacție a ambelor părți. În continuare, Ribbentrop reitera teza conform căreia adversarii naturali ai ambelor părți erau de fapt democrațiile occidentale și că el însuși era pregătit să vină la Moscova pentru a-i transmite lui Stalin opiniile lui Hitler. Acest pas trebuia făcut însă cît mai curînd în opinia lui Ribbentrop. Miza era ca cele două părți să semneze un acord în vederea delimitării sferelor de influență mai înainte ca războiul să izbucnească. Acest demers, însoțit și de o promisiune ulterioară din partea germanilor de a contribui la aplanarea divergențelor sovieto-japoneze, se pare că a desființat și ultimile urme de neîncredere ale lui Molotov care a propus ca viitorul acord să ia forma unui tratat de neagresiune, precedat de acordul comercial sovieto-german negocierile în privința căruia aveau loc la Berlin; în același context Molotov propune inițierea pregătirii proiectului viitorului pact de neagresiunie și a protocolului adițional secret ce avea să-l însoțească. Schița viitoarei înțelegeri sovieto-naziste este transmisă de către Ribbentrop lui Schulenburg la 18 august, cu insistența ca acesta să fie semnat cît mai repede întrucît izbucnirea războiului era iminentă. La 19 august, Molotov i-a înmînat lui Schulenberg proiectul sovietic al acordului și s-a declarat de acord cu o vizită a lui Ribbentrop la Moscova pe 26 sau 27 august.

Harta indică(stînga) proiectul de împărțire a Europei de Est între Germania nazistă și URSS și (dreapta) modul în care această împărțire a fost executată de facto

## Semnarea pactului Ribbentrop-Molotov și a protocolului adițional secret de împărțire a Europei de Est între cele Germania Nazistă și Uniunea Sovietică. Consecințele imediate ale acestei înțelegeri
În acest context, la 19 august este semnat Acordul comercial de credit între U.R.S.S. și Germania nazistă. Prin acest acord comercial naziștii le ofereau sovieticilor un credit comercial în valoare de 200 milioane mărci, sub formă de bunuri industriale, instalații tehnice, vase maritime, mijloace de transport, etc. Uniunea Sovietică urma să ramburseze acest credit prin livrarea de materii prime precum lemn, fosfat, textile, petrol, platină, grîne, etc. În acest fel, corespunzător dorințelor părții sovietice exprimate de Molotov, a fost deschisă calea semnării unui acord politic comprehensiv între cele două regimuri totalitare.
După semnarea acordului comercial, la 21 august, sovieticii cer întreruperea negocierilor tripartite anglo-franco-sovietice, iar în aceeași zi Schulenburg îi înmînează lui Molotov telegrama lui Adolf Hitler pentru Stalin în care îl informa pe acesta că este de acord cu „proiectul lui Molotov” în privința pactului de neagresiune și că „întrebarările legate de acesta trebuiau lămurite cît mai repede cu putință”  în spiritul cooperării ruso-germane reciproc avantajoasă vreme de secole. De asemenea, el menționa că era de acord și cu inițiativa sovietică de semnare a protocolului adițional, iar în acest scop îi cerea lui Stalin să-l primească pe Joachim von Ribbentrop la Moscova pe 22 august. În aceeași scrisoare, îl avertiza pe Stalin în privința iminenței conflictului germano-polonez, subliniind că „tensiunea dintre Germania și Polonia a devenit de nesuportat. Atitudinea Poloniei față de marea putere este de așa natură încît o criză poate izbucni de la o zi la alta. Germania, în orice caz, este plină de hotărîre ca de acum înainte să-și apere cu orice mijloace interesele în fața acestor aspirații”. În răspunsul său din aceeași zi, Stalin își dă acordul ca Ribbentrop să vină la Moscova și își exprimă speranța pentru îmbunătățirea relațiilor dintre cele două state în urma semnării pactului de neagresiune.  
Iminența semnării acordului a fost dezvăluită în ziarul sovietic Izvestia pe data de 22 august și a fost semnat în noaptea dintre 23 și 24 august[nefuncțională]
. Semnatarii au fost miniștrii de externe ai Germaniei Naziste și Uniunii Sovietice, iar la negocieri au mai asistat Schulenburg și Stalin. Dincolo de textul propriu-zis al pactului de neagresiune, unul banal și care a fost dat publicității, ne interesează protocolul adițional secret prin care cei doi dictatori își împărțeau sferele de influență în Europa de est. Acesta conține patru articole: în primul rînd Germania Nazistă și Uniunea Sovietică consimțeau delimitarea zonelor de interese în regiunea baltică, granița dintre acestea fiind hotarul nordic al Lituaniei, apoi în Polonia sferele de influență erau delimitate de cursul rîurilor Narew, Vistula și San, lăsînd discutarea posibilității păstrării uni stat polonez independent pentru viitor, în funcție de desfășurarea ulterioară a evenimentelor. În punctul trei (referitor la Europa de Sud-Est), sovieticii „subliniau interesul” pentru Basarabia, în timp ce partea germană se declara dezinteresată de “aceste teritorii”. Discuțiile neoficiale ce au urmat semnării acestui acord s-au concentrat asupra posibilității de ameliorare a relațiilor sovieto-nipone, dar și a altor aspecte precum politica expansionistă a Italiei în Africa și în Balcani, sau relația celor două puteri cu Turcia. Molotov de asemenea a subliniat încă odată noua teză conform căreia Pactul Anti-Comintern nu era nicidecum îndreptat împotriva Uniunii Sovietice, ci împotriva democrațiilor occidentale, mai cu seamă împotriva Angliei a cărei politică a fost mereu aceea de a “submina dezvoltarea bunelor relații între Germania și Uninea Sovietică”. Stalin a fost de acord menționînd că doar prostia altor țări facilitează dominația britanică în afacerile internaționale. În cadrul acelorași discuții relaxate, Stalin a ținut un tost în cinstea lui Adolf Hitler față de care și-a exprimat admirația, promițînd că Uniunea Sovietică nu-și va trăda niciodată partenerul.
Impactul semnării înțelegerii sovieto-naziste a avut consecințe imediate pe plan internațional. Datorită acestei înțelegeri și fiind îndepărtat, cel puțin pe moment, pericolul unei confruntări cu sovieticii, Germania avea mînă liberă pe flancul de est. Mai mult decît atît, înțelegerea dintre Hitler și Stalin a limitat sever capacitatea de acțiune a României și Turciei, excluzînd practic orice posibilitate ca aceste țări, izolate de Franța și Marea Britanie, să poată acționa împotriva politcii lui Hitler. Pe de altă parte, datorită înțelegerii acordului său cu dictatorul nazist, Stalin a reușit să obțină o înțelegere extrem de favorabilă pentru ambițiile externe ale U.R.S.S. Stalin reușește pe această cale să readucă sub ascultarea Rusiei, de această dată sovietice, teritorii imense „pierdute” în procesul de dezintegrare a Imperiului Rus.  
Inițiativa apropierii dintre cele două părți și a semnării în cele din urmă a înțelegerii sovieto-naziste a venit din partea sovieticilor și probabil, personal a lui Stalin: aceasta se vede cît se poate de clar din mersul tratativelor și a negocierilor în care parte sovietică s-a implicat mai activ, însuși Molotov coordonînd aceste negocieri încă de la începutul numirii sale în funcția de Comisar al poporului pentru afaceri externe. Tonul reorientării politicii sovietice a fost dat de Stalin în discursul său din 10 martie de care amintim mai devreme, iar acest lucru este confirmat chiar de Molotov într-un discurs din 31 august în care, în legătură cu circumstanțele semnării pactului, acesta declară explicit că “...în Germania au fost înțelese just aceste declarații ale tov. Stalin și au fost trase concluzii practice. Încheierea Pactului sovieto-german de neagresiune mărturisește că previziunea istorică a tov. Stalin s-a adeverit în mod strălucit”. Noile circumstanțe pe arena internațională au fost înțelese imediat de către francezi și britanici. În fața iminenței invaziei germane, aceștia din urmă au încheiat un pact de asistență mutuală cu Polonia la 25 august, dar pentru că englezii și francezii erau izolați teritorial de polonezi și în lumina noii înțelegeri sovieto-naziste, declanșarea celui de-al doilea Război mondial nu a mai putut fi prevenită. 
Chiar din primele zile ale războiului, în contextul înaintării impetuoase a forțelor militare germane în Polonia, Ribbentrop a încercat să-i determine pe sovietici să ia parte cît mai curînd la dezmembrarea Poloniei și anihilarea rezistenței poloneze, ocupînd partea estică a acestei țări în conformitate cu prevederile înțelegerii sovieto-naziste. Sovieticii însă nu au reacționat imediat, opinînd că o acțiune pripită în acest sens ar fi demascat alianța sovieto-nazistă, putînd astfel să dăuneze “cauzei noastre (sovieto-naziste – n.a.) și să contribuie la consolidarea unității în rîndurile dușmanilor noștri (este vorba evident, de democrațiile occidentale – n.n.)”. Sovieticii i-au asigurat pe germani însă, că în scurt timp Armata Roșie va începe pregătirile în vederea invaziei. 

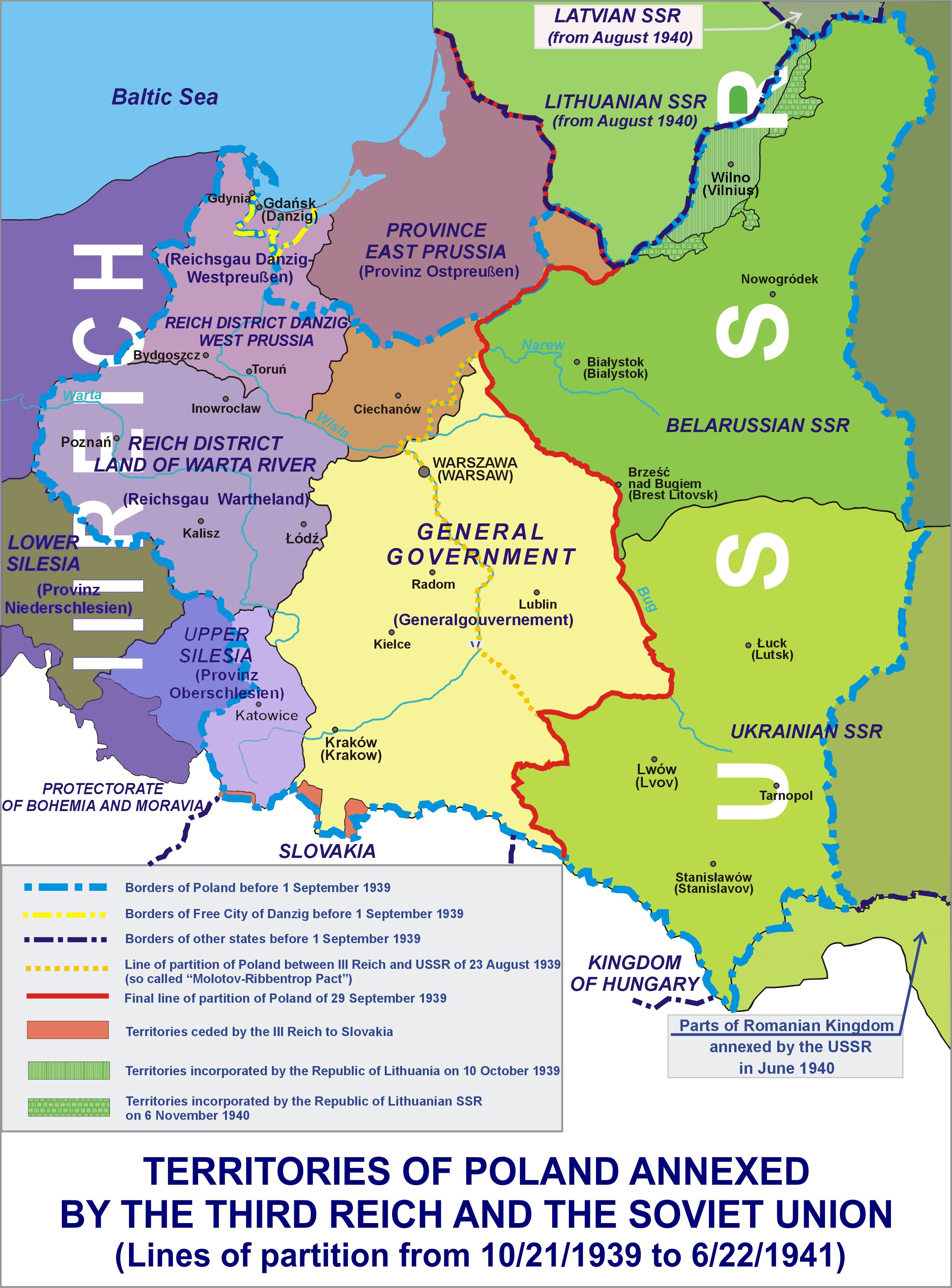
Pe hartă sunt demarcate, cu roșu, regiunile Poloniei anexate de URSS și Germania nazistă.

La 10 septembrie, Molotov îi comunică ambasadorului german la Moscova faptul că guvernul sovietic, din dorința de a nu apărea ca agresor, doreau ca invazia sovietică să fie precedată de o declarație-pretext conformă căreia Polonia se descompune și că din acest motiv Uniunea Sovietică era obligată să intervină pentru a veni în ajutorul ucrainenilor și belorușilor “amenințați” de Germania.  Anume aceasta a fost motivația oficială sovietică, cu privire intervenția militară a Armatei Roșii pe teritoriul Poloniei. Acest fals a fost preluat ca lait-motiv de istoriografia sovietică și persistă și pînă astăzi.
Uniunea Sovietică atacă Polonia la 17 septembrie, încălcînd în acest fel unilateral Tratatul de neagresiune pe care îl semnase cu Polonia în 1932.  La 27 septembrie, în conformitate cu propunerea lui Stalin din 25 septembrie  privitor la necesitatea lichidării statului polonez și redefinirea liniilor de delimitare a sferelor de influență, Ribbentrop sosește din nou la Moscova unde cu această ocazie este semnat Tratatul Sovieto-German de Frontieră și Prietenie. Conform acestuia, regiunea Lublin, precum și o parte din regiunea Varșoviei treceau în sfera de influență germană, Lituania intrînd în schimb (cu excepția unui teritoriu din sud-vestul acestei republici) în sfera de influență sovietică. În afară de aceasta au fost făcute aranjamente în vederea schimburilor de populație (este vorba de etnicii germani din U.R.S.S., și de bielorușii și ucrainenii cuprinși în noile granițe ale Reich-ului). La sfîrșit, într-o declarație oficială comună, Molotov și Ribbentrop cereau Angliei și Franței să înceteze războiul contra Germaniei, amenințînd că în caz contrar responsabilitatea pentru război va cădea pe umerii democrațiilor occidentale și că U.R.S.S. și Germania vor continua consultările „în vederea luării măsurilor necesare” în acest sens. Acest punct de vedere a fost reluat de către sovietici în perioada imediat următoare: Franța și Marea Britanie, se transformau, în opinia lor, în state agresoare ce purtau un război ideologic, asemănător războaielor religioase de odinioară. Germania din acele zile era, în schimb, portretizată de sovietici ca “un stat ce aspiră la terminarea cît mai grabnică a războiului și la pace”.

## Alinierea sovieto-nazistă și repercusiunile acesteia pentru Europa de Răsărit (oct. 1939 – sept. 1940)
După dezmembrarea Poloniei, sovieticii și naziștii au purces sistematic la punerea în aplicare a protocolului adițional secret în întreaga Europă de răsărit. Foarte curînd au început tratativele dintre cele două părți cu privire la soarta statelor baltice, care, conform ultimelor înțelegeri urmau să intre în sfera sovietică de influență. Inițial sovieticii au dorit ca în comun cu naziștii să forțeze Lituania să cedeze Germaniei fîșia de sud-est a teritoriului său ce intra în sfera de influență nazistă. Lituanienii urmau să primească în schimb de la Uniunea Sovietică orașul Vilnius. Nemții însă s-au împotrivit acestei manevre diplomatice ce ar fi înrăutățit și mai mult imaginea internațională a Germaniei, insistînd în schimb cam în eventualitatea unei invazii sovietice, teritoriul lituanian ce urma să revină Germaniei să fie lăsat neatins. Ca urmare a presiunii comune sovieto-naziste asupra Lituaniei, Letoniei și Estoniei, aceste trei republici au semnat în perioada cuprinsă între sfîrșitul lunii septembrie și pînă la jumătatea lunii octombrie tratate de asistență mutuală cu U.R.S.S. Conform acestor tratate (de fapt dictate), aceste trei țări au fost obligate să accepte prezența militară sovietică pe teritoriul lor, deși formal ele și-au mai păstrat independența pentru cîteva luni. Astfel s-a încheiat prima etapă de anexare de către U.R.S.S., în conformitate cu înțelegerea dintre Hitler și Stalin, a statelor baltice.
Începînd cu aceeași perioadă nemții, încep să contempleze cu îngrijorare posibilitatea unui conflict sovieto-finlandez, dar și încercările sovieticilor de a semna un tratat de asistență mutuală cu Bulgaria. Pînă în primele luni ale lui 1940, au existat două teme dominante în cadrul tratativelor soviet-germane. Prima ținea de conflictul dintre U.R.S.S. și Finlanda, nemții susținînd pe cale diplomatică, voalat, agresiunea sovieticilor. Aceasta, începută, ca și în cazul Poloniei, prin încălcarea unilaterală a tratatului de neagresiune sovieto-finlandez din 1932, s-a încheiat cu o victorie sovietică “à la Pirus” ce a dezvăluit carențele imense ale mașinii de război sovietice, dar în urma căreia Stalin a reușit totuși să obțină cca. 11% din teritoriul finlandez și prin aceasta să-și asigure flancul nordic și orașul Leningrad în eventualitatea unui război. A doua mare temă ținea de evoluția relațiilor economice și comerciale dintre U.R.S.S. și Germania Nazistă. Cererile tot mai mari ale sovieticilor de mărfuri industriale și materiale de război i-au deranjat pe nemți, care ei însăși aveau nevoie de aceste materiale în vederea purtării războiului. Cum însă cererile sovieticilor deveneau tot mai insistente, iar Germania, datorită blocadei maritime britanice se confrunta cu o necesitate sporită de materii prime, naziștii și sovieticii au negociat un nou acord comercial în acest sens.
Acesta a fost semnat la 11 februarie 1940 și prevedea schimburi comerciale în valoare de 800 milioane mărci între cele două părți. Sovieticii urmau să exporte în Germania nazistă cantități uriașe de materii prime printre care aproape un milion și jumătate de tone fier și minereuri de fier, o sută de mii de tone de textile, jumătate de milion tone e fosfate și aproape un milion de tone de petrol. Germania, la rîndul său, se angaja să livreze sovieticilor mașinării și instalații industriale, produse finite, tehnologii și materiale de război, printre care o navă de război a cărei construcție nu fusese finalizată, proiecte avansate de construcție a vaselor de război, prototipuri de tancuri, avioane militare, piese de artilerie, motoare, turbine, locomotive, ș.a. Foarte important, în cadrul aceleiași înțelegeri, sovieticii au acceptat să asigure tranzitul pe teritoriul lor a comerțului german cu România, Iranul, Afganistanul și țările din Extremul Orient. Mai mult decît atît, sovieticii s-au angajat, în secret, să achiziționeze pentru germani bunuri și mărfuri de la state terțe. Acest acord comercial sovieto-nazist i-a adus beneficii strategice enorme lui Hitler: pe această cale naziștii au putut evita consecințele blocadei navale britanice. Eforturile anglo-franceze de a slăbi economia Germaniei naziste în acest mod, au putut fi  neutralizate numai cu ajutorul sovieticilor.
După aceste evenimente, atenția naziștilor se îndreaptă spre Europa de Vest. Este semnificativ că Hitler i-a comunicat lui Stalin iminența invaziei naziste a unor state din Europa de vest și de nord. Dar și mai semnificativ, poate, este faptul că sovieticii au salutat și au susținut (cu urări de succes, pe cale diplomatică) agresiunea nazistă în Europa de Vest. La 9 aprilie, Schulenburg îl informează pe Molotov despre invazia nazistă  în Norvegia și Danemarca, cu scopul declarat de a preîntîmpina o posibilă întărire a pozițiilor anglo-franceze în acele țări. Molotov, la rîndul său, are o atitudine pozitivă față de aceste noutăți, subliniind faptul că sovieticii “doresc Germaniei succes deplin în acțiunile sale defensive”. Scena aceasta s-a repetat aproape că la indigo pe 10 mai, cînd comisarul sovietic a fost notificat de către Schulenburg cu privire la invazia nazistă a Olandei, Belgiei și a Luxemburgului chiar în dimineața în care avea loc invazia acelor țări. De această dată Molotov și-a exprimat solidaritatea și încrederea deplină în succesul acțiunilor defensive (sic!) ale Germaniei naziste împotriva “atacurilor anglo-franceze”.
În iunie 1940, sovieticii întețesc presiunile politice și militare asupra statelor baltice, forțînd anexarea acestora în spiritul înțelegerilor dintre Hitler și Stalin. Acuzînd statele baltice de consiprație și complot anti-sovietic, Armata Roșie a invadat Lituania la 15 iunie, iar pe 16 iunie trupele sovietice au intrat în Estonia și în Letonia. Foarte curînd sovieticii au înlocuit guvernele din acele țări cu marionete pro-sovietice au “solicitat” ca ele să fie acceptate în componența U.R.S.S. Este indicat să amintim aici faptul că toate aceste acțiuni au fost întreprinse de U.R.S.S. în pofida faptului că țările baltice aveau încheiate tratate de asistență mutuală și de neagresiune cu sovietici. Naziștii pe de altă parte, deși îngrijorați cu privire la viitorul influenței economice și comerciale germane în Țările Baltice, nu au obiectat deschis față de ocupația militară sovietică.
În acest context sovieticii decid implementarea celei de-a treia prevederi a protocolului semnat de Molotov și Ribbentrop și care ținea ținea de pretenția U.R.S.S. asupra provinciei românești a Basarabiei. La 23 iunie, guvernul sovietic îi informează pe germani cu privire la faptul că „soluționarea chestiunii Basarabiei nu mai suferea amînare”. Mai mult decît atît, pretențiile sovieticilor se extindeau și asupra Bucovinei, regiune care însă nu era amintită în înțelegerea din 23 august 1939, dar care, conform lui Molotov era locuită de ucraineni și trebuia cedată către U.R.S.S. Sovieticii au cerut naziștilor să pună presiune asupra guvernului român, amenințînd că în cazul în care nu va fi dat un răspuns pozitiv, soluția va fi forțată pe calea armelor. Pentru naziști, pretențiile sovietice asupra Bucovinei erau o noutate și au fost puse pe seama faptului că la momentul semnării protocolului ei și-au manifestat dezinteresul față de “aceste regiuni”, sintagmă foarte vagă, folosită în acel context pentru a desemna, se pare, Europa de sud-est. Chestiunea ocupării Bucovinei de către sovietici, dar și posibilitatea ca România să devină teatrul unor operațiuni militare au stîrnit îngrijorarea naziștilor și au constituit primele motive importante de contradicție dintre sovietici și naziști. Ca urmare, nemții au promis să pună presiuni pe guvernul român pentru ca acesta să cedeze cererilor sovietice, dar i-au avertizat pe aceștia din urmă cu privire la faptul că interesele economice ale Germaniei în România nu trebuiau periclitate. Totodată ei au sugerat sovieticilor să renunțe la pretenția lor asupra Bucovinei, care nu făcuse parte niciodată din Imperiul Țarist, ci a fost o provincie a coroanei austriece. Molotov însă s-a opus, argumentînd că Bucovina ar fi fost populată de ucraineni și că în mod natural, trebuia să facă parte din Ucraina Sovietică. În cele din urmă Molotov a limitat pretențiile sovietice în Bucovina doar la partea nordică a acestei provincii, fără însă a da ascultare sfaturilor lui Schulenburg de aducere în discuție a problemei tezurului românesc sechestrat la Moscova de către bolșevici. La 26 și respectiv 27 iunie 1940, U.R.S.S. a înaintat două note ultimative guvernului român prin care cerea acestuia să evacueze Basarabia și Bucovina de Nord. Aceste acțiuni au fost coordonate cu naziștii, care, prin intermediul ministrului german de la București, Fabricius, au pus presiune asupra guvernului român în vederea acceptării termenilor ultimatumului. România se afla singură, înconjurată de mai multe puteri revizioniste (Ungaria, Bulgaria, U.R.S.S. și Germania nazistă). Cum Franța căzuse cu foarte puțin timp în urmă, iar Marea Britanie a refuzat să-și onoreze garanțiile oferite României în 1939, aceasta a nevoită să cedeze în fața presiunii combinate sovieto-naziste.
Noi fricțiuni sovieto-naziste apar în cursul procesului de ocupație sovietică a țărilor baltice. Este vorba în special de același teritoriu din sud-vestul Lituaniei, care, conform înțelegerii sovieto-naziste urma să intre în sfera de influență Germană. Stalin, deși recunoștea acest lucru a cerut totuși “în virtutea relațiilor extraordinar de amicale dintre U.R.S.S. și Germania” ca aceasta din urmă să consimtă a ceda acest teritoriu către  U.R.S.S. motivînd acest lucru prin faptul prin situația politică din Lituania, dar și prin faptul că majoritatea locuitorilor din acea regiune erau Lituaniei. Nemții însă nu au fost de acord cu cererea lui Stalin, întrucît considerau că aceasta lezează interesele Germanei recunoscute în spiritul înțelegerii de la Moscova din 28 septembrie 1939 . Au urmat negocieri în vederea rezolvării acestei probleme, negocieri în cadrul cărora naziștii au propus ca soluție acordarea unor compensații teritoriale în schimbul fîșiei de pămînt lituanian dorită de sovietici. Aceștia din urmă însă au refuzat, oferindu-le în schimb nemților compensații financiare în acest sens, pe care însă nemții le-au considerat inacceptabile. Mai înainte ca această problemă să se fi putut rezolva, au apărut și neînțelegeri referitor la zona liberă din jurul portului Memel (Klaipeda) pe care nemții se pare că ar fi ocupat-o, interzicînd accesul bunurilor lituaniene (devenite sovietice) acolo . Aceste incidente au provocat resentimente sovieticilor, fapt care la rîndul său a ridicat semne serioase de întrebare în ce privește interesele economice și comerciale germane din fostele republici baltice.
Următorul motiv de dispută dintre Germania Nazistă și Uniunea Sovietică a fost deja mult mai serios, în acest caz fiind implicate importante considerente geopolitice și strategice. Este vorba de arbitrajul de la Viena în urma căruia România a fost nevoită să cedeze Ungariei hortiste o mare parte din Ardeal. Sovieticii au perceput arbitrajul german drept o consolidare a pozițiilor naziste în acele țări. Se știe că interesele geopolitice ale Rusiei din oricare perioadă au motivat expansiunea acesteia în Balcani și către Strîmtori, iar întărirea pozițiilor Germaniei în această regiune nu putea fi pe plac sovieticilor. Avînd în vedere faptul că naziștii i-au anunțat pe sovietici despre arbitraj doar după ce acesta s-a încheiat, punîndu-i astfel în fața unui fapt împlinit, ei i-au acuzat pe nemți de atitudine neloială și de faptul că au încălcat articolul III al tratatului de neagresiune, care cerea părților contractante să se consulte asupra problemelor ce țin de interesele lor comune și că s-au implicat în problemele a doi vecini ai U.R.S.S. Evident, germanii au respins aceste acuzații argumentînd că nicicînd Uniunea Sovietică nu și-a exprimat interesul în Ungaria sau România cu excepția problemei Basarabiei. Ei au reamintit sovieticilor despre ocupația acestora a teritoriului lituanian (ce trebuia să revină Germaniei), lucru pe care germanii i-au rugat pe sovietici să-l evite. În afară de aceasta, nemții nu erau dispuși să accepte faptul că vecinătatea teritorială dintre România și U.R.S.S. impunea automat existența unor interese sovietice acolo. Nemții erau hotărîți să le demonstreze sovieticilor faptul că Germania Nazistă avea interese vitale în România și că în virtutea acestui fapt trebuia să dețină o influență proporțională în regiune. 
Substratul geopolitic al noii rivalități sovieto-naziste ce se prefigura în Balcani era cît se poate de evident, iar sovieticii au interpretat garanțiile lui Hitler pentru România ca fiind îndreptate contra U.R.S.S. Poziția lui Stalin a fost foarte dură în acest sens: sovieticii și-au exprimat cît se poate de clar interesul de a participa la aranjamentele ce vor fi avut loc în Balcani, dar și în cadrul lucrărilor conferințelor internaționale cu privire la navigația Dunării. Mai mult decît atît, ei au refuzat să recunoască exclusivitatea intereselor germane la Dunăre sau în România. Sovieticii au mers pînă într-atît de departe încît au propus anularea articolului III al Pactului Ribbentrop-Molotov ce prevedea menținerea contactului dintre guvernele celor două state între ele în vederea consultațiilor și a schimbului de informații asupra chestiunilor ce pivesc interesele lor comune.  Această schimbare de atitudine i-a îngrijorat pe germani. Exact în aceeași perioadă contradicțiile respective se agravează și mai mult din cauza folosirii în scopuri de tranzit către Norvegia, de către germani, a teritoriului finlandez. Sovieticilor, care cu puțin timp în urmă obținuseră o victorie extrem de costisitoare împotriva Finlandei, acest lucru nu le putea fi pe plac. Relațiile comerciale sovieto-naziste au intrat și ele în impas, în special din cauza faptului că nemții nu îndeplineau toate prevederile acordurilor comerciale stabilite între cele două părți.

## Negocierile sovieto-naziste cu privire la posibilitatea alăturării U.R.S.S. la Axa Roma-Berlin-Tokyo (octombrie-noiembrie 1940)

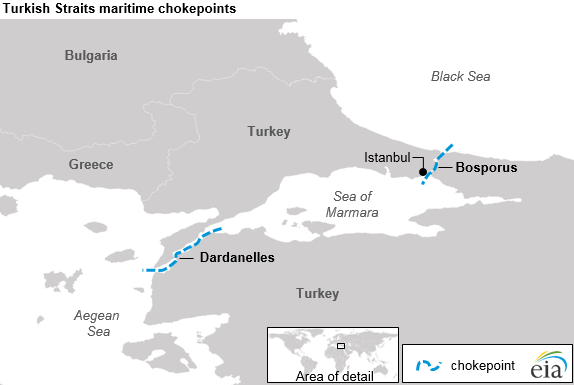
Harta indică Strîmtorile Bosfor și Dardanele, al căror control și-l dorea URSS și căruia i se opuneau naziștii. Disputa cu privire la Strîmtori a constiuit principala manifestare a incompatibilității intereselor geopolitice ale celor două părți și al declinului relațiilor sovieto-naziste.

Către sfîrșitul lunii septembrie, situația pe arena internațională suferă schimbări importante, iar aici ne referim bine-înțeles la decizia Germaniei, Japoniei și Italiei de a semna pactul Axei Roma-Berlin-Tokio la 27 septembrie 1940. Înțelegerea aceasta a conținut încă de la început prevederi favorabile U.R.S.S. conform cărora ea nu afecta relațiile niciunui stat semnatar cu Uniunea Sovietică. Înainte de a o semna, naziștii i-au informat pe sovietici despre iminența acestui acord, insistînd că acesta era unul anti-american, necesar în condițiile în care naziștii încercau să obțină o victorie rapidă în Bătălia pentru Anglia. Sovieticii aveau anumite suspiciuni cu privire la acest tratat, solicitînd prevederile acestuia, inclusiv articolele secrete, dar neîncrederea sovietică față de naziști din această perioadă trebuie pusă mai ales în strînsă legătură cu tranzitul trupelor germane pe teritoriul Finlandei. 
Sovieticii considerau Finlanda ca făcînd parte din sfera lor de influență. În acea perioadă ei puneau mai presiuni pe finlandezi pentru ca aceștia să le acorde concesii în privința exploatării zăcămintelor importante de nichel din Petsamo. Acest episod a stîrnit și mai mult îngrijorarea germanilor care aveau propriile interese, reglementate prin înțelegeri comerciale cu finlandezii, în ce privește zăcămintele de nichel din Petsamo. Prin urmare, nemții au decis în secret să-i sprijine pe finlandezi în refuzul acestora de a oferi concesii sovieticilor, sau măcar să obțină tărăgănarea discuțiilor în acest sens. Aici se cuvine să menționăm faptul că naziștii își întăresc în această perioadă pozițiile vizavi de sovietici nu numai în Finlanda, dar și în România unde trimit trupe în special în vederea protejării accesului la petrolul românesc de care mașina germană de război avea absolută nevoie. În fața sovieticilor importanța acestei ultime acțiuni a fost cu mult diminuată, nemții declarînd că, de fapt, ar fi vorba de trimitirea unui personal militar limitat ca număr în vederea instruirii armatei române.
Din acest moment lucrurile iau o întorsătură extrem de interesantă întrucît din această perioadă Germania începe să depună eforturi susținute în vederea cooptării U.R.S.S. la Axa Berlin-Roma-Tokyo. O invitație cît se poate de explicită în acest sens îi este adresată de către Ribbentrop lui Stalin în care este subliniat faptul că Hitler era de părerea că “sarcina istorică a celor Patru Puteri constă în a-și coordona scopurile politice de lungă durată și, delimitîndu-și între ele interesele la scară mondială, să orienteze pe cale justă viitorul popoarelor lor”. În acest context Molotov este invitat la Berlin pentru a discuta această propunere. În răspunsul său, Stalin afirmă faptul că este de acord cu deplasarea lui Molotov la Berlin, exprimîndu-și convingerea că îmbunătățirea a relațiilor sovieto-naziste poate avea loc numai cu condiția unei delimitări de lungă durată intereselor a intereselor celor două părți. Această sugestie este semnificativă, mai ales că sovieticii au aflat în această perioadă despre livrările de armament ale Germaniei către Finlanda.
În aceste circumstanțe, Molotov sosește la Berlin, unde la 12 noiembrie au loc primele discuții dintre Ribbentrop și Molotov cu privire la delimitarea sferelor de influență la nivel global între U.R.S.S. și statele Axei. În linii mari, aceștia au discutat despre „iminența” înfrîngerii Angliei și că, după ce aceasta va fi avut loc, statele Axei își vor extinde sferele de influență către sud. Uniunea Sovietică era invitată să se alăture acestei inițiative. Germania și Italia planificau să împartă Africa între ele, expansiunea Japoniei urma să fie îndreptată, iarăși către sud, în regiunea Asiei de sud-est, iar Rusiei Sovietice - nemții, fiind siguri “că în statutul domeniilor imperiale britanice se vor produce schimbări mari”, îi propuneau să-și extindă sfera de influență în regiunea Golfului Persic și a Mării Arabe, regiune în care Germania nu avea absolut niciun interes. Totodată Ribbentrop îi propunea lui Molotov rediscutarea, în formatul statelor Axei plus U.R.S.S. și Turcia, a regimului Strîmtorilor a cărui reglementare prin Convenția de la Montreaux nu mai era considerată a fi actuala. 
În aceeași zi Molotov a avut o întrevedere cu Hitler. Discuțiile dintre cei doi au purtat o tentă similară ca și în cazul convorbirilor dintre Ribbentrop și Molotov de mai devreme. Hitler a recunoscut faptul că existau unele divergențe între pozițiile celor două părți, dar a pus aceasta pe seama condițiilor de război, afirmîndu-și convingerea că pe viitor acestea vor dispărea în totalitate. În acest fel, printre altele, Hitler a justificat și expansiunea germană în Balcani. În cadrul aceleiași întîlniri, Hitler i-a propus deschis lui Molotov ca U.R.S.S. să se alăture Pactului Axei. Molotov a declarat că acest lucru este admisibil, dar a insistat asupra intereselor Rusiei în Balcani, Bulgaria, România, Turcia și în regiunea Mării Negre. Stalin era deosebit de interesat în special de problema strîmtorilor Bosfor și Dardanele și, din această cauză, în viitorul statut al Turciei și Bulgariei. Stalin considera că accesul Rusiei la Strîmtori nu putea fi asigurat decît în cazul în care U.R.S.S. ar fi încheiat cu Bulgaria un tratat prin care să-i ofere acesteia garanții de securitate, în schimbul staționării de trupe sovietice pe teritoriul bulgar, astfel încît sovieticii să poată exercita o presiune sporită asupra Turciei. În afară de aceasta sovieticii erau cît se poate de interesați de chestiunea Finlandei care, formal făcea parte din sfera sovietică de influență, dar care, mai nou, găzduia trupe germane; sovieticii considerau pe bună dreptate drept duplicitară poziția Germaniei și a Finlandei în acest sens și și-au exprimat dorința ca aceste trupe să fie retraseI. 
Problema finlandeză a constituit chiar de la început subiectul discuțiilor de a doua zi ale lui Hitler cu Molotov. Aceste discuții au fost mai aprinse și mai interesante decît cele din ziua precedentă. Molotov a subliniat hotărîrea guvernului sovietic de a rezolva definitiv problema finlandeză, insinuînd inclusiv posibilitatea unui conflict armat cu Finlanda. Dictatorul nazist a recunoscut legitimitatea pretențiilor sovietice asupra Finlandei, dar a subliniat faptul că Germania nu poate să mai admită un război în regiunea baltică, nemții avînd interese comerciale importante în Finlanda, în special în importurile de nichel și lemn. Hitler a amenințat că un evetual conflict în regiunea baltică va ridica mari semne de întrebare relativ la viitorul relațiilor sovieto-naziste. A fost discutată problema teritoriului lituanian, din sfera de influență germană, dar care era ocupat de sovietici și chestiunea Bucovinei, despre care sovieticii credeau că nu trebuie să constituie motive de divergență de vreme ce aceste cîștiguri teritoriale erau neînsemnate în comparație cu cuceririle germane în Europa de vest. Însă Hitler a ripostat, subliniind faptul că acestea din urmă nu constituiau obiectul înțelegerilor sovieto-naziste. În timp ce Hitler încerca să ducă discuțiile în direcția unei posibile viitoare expansiuni a U.R.S.S. în Asia, în detrimentul Imperiului Britanic, Molotov a amintit interesul sovietic pentru Strîmtori, enunțînd încă odată ideea garanțiilor sovietice pentru Bulgaria, după modelul garanțiilor germane oferite României. Această idee i-a displăcut lui Hitler care a arătat faptul că Bulgaria, spre deosebire de România, nu a cerut aceste garanții și că prin urmare nu putea fi vorba de o asemănare între aceste situații. Către sfîrșit, Hitler a sugerat posibilitatea unei întîlniri personale cu Stalin pentru a discuta aceste probleme.
În aceeași zi, Molotov are o ultimă întîlnire cu Ribbentrop. În cadrul acesteia,  ministrul de externe al Germaniei schițează un draft  al posibilei înțelegeri dintre U.R.S.S., pe de o parte, și puterile Axei, de cealaltă parte. Acesta este trasat în aceeași ordine de idei a delimitării sferelor de influență la nivel global, conform cărora sfera de influență a Uniunii Sovietice urma să se extindă spre sud, către Oceanul Indian. Ribbentrop a adus încă odată în discuție problema accesului sovietic la Strîmtori subliniind că Convenția de la Montreaux va fi anulată și ca Uniunii Sovietice îi va fi garantat accesul neîngrădit prin Bosfor și Dardanele. Nici de această dată Molotov nu a putut fi mulțumit cu aceste declarații, arătînd faptul că sovieticii nu se vor mulțumi cu garanții oferite pe hîrtie, și că vor căuta să le materializeze în realități concrete sugerînd din nou posibilitatea oferirii de către U.R.S.S. a unor garanții Bulgariei. Totodată diplomatul sovietic a insistat încă odată (probabil spre disatisfacția lui Ribbentrop) asupra intereselor sovietice în România și Ungaria și s-a ferit să ofere un răspuns concret la întrebarea lui Ribbentrop dacă este U.R.S.S. pregătită să colaboreze cu Germania nazistă împotriva Angliei.
Este foarte important să subliniem aici tonul general al acestor discuții care s-au desfășurat la Berlin pe 12 și 13 noiembrie 1940. Cu toate că ele au fost deosebit de intense și de extinse, în cadrul lor nu s-a ajuns la nicio înțelegere concretă. Pentru niciuna din părți aceste convorbiri nu au avut rezultatul dorit. Molotov nu a reușit să obțină niciun fel de garanții clare cu privire la principalele probleme de care, în viziunea sovieticilor, depindea relația lor cu Germania: problema finlandeză, interesele sovietice în Balcani și în regiunea Strîmtorilor, dar și prezența militară germană în România. 
Sovieticii însă nu au renunțat la ideea unei alianțe cu Germania nazistă. La scurt timp, ei au venit cu o contra-ofertă  prin care se declarau dispuși să accepte propunerea Germaniei de a se alătura puterilor Axei în spiritul proiectului de tratat propus de către Ribbentrop. Stalin a pus însă cîteva condiții în acest sens: mai întîi de toate trupele germane trebuiau să părăsească imediat teritoriul finlandez în schimbul garantării intereselor economice germane în Finlanda. Bulgaria trebuia să încheie un tratat de asistență mutuală cu U.R.S.S. în urma căruia trupelor sovietice le-ar fi fost permisă staționarea în acea țară, iar securitatea Strîmtorilor ar fi fost asigurată de construirea unor baze militare sovietice în apropiere Bosforului și Dardanelelor. Centrul de greutate al sferei sovietice de influență să fie cuprins între Caucaz și Golful Persic. În sfîrșit, Japonia trebuia să renunțe la concesiile economice din Sahalinul de Nord în schimbul unor compensații corespunzătoare. Sovieticii au specificat că așteaptă răspunsul german la această propunere. Răspunsul german însă nu avea să mai vină niciodată. La numeroasele demersuri ulterioare ale sovieticilor în acest sens naziștii foloseau drept pretext faptul că un răspuns german trebuia să țină cont de interesele Italiei și ale Japoniei și că ei, nemții, purtau tratative cu italienii și japonezii în acest sens. Este evident că Hitler a considerat pretențiile sovietice ca fiind inacceptabile, iar la mai puțin de o lună de la acest ultim demers sovietic, Hitler avea să aprobe Directiva nr. 21 cu privire la planul Barbarossa de invadare a U.R.S.S. Pe de altă parte sovieticii nu și-au legat absolut toate speranțele de această inițiativă, iar în acest sens în aceeași perioadă ei încep negocierile cu Japonia în vederea semnării unui tratat de neagresiune și propun acordarea unor garanții sovietice Bulgariei.

## Relațiile sovieto-naziste în perioada premergătoare invaziei U.R.S.S (dec. 1940-iun. 1941)

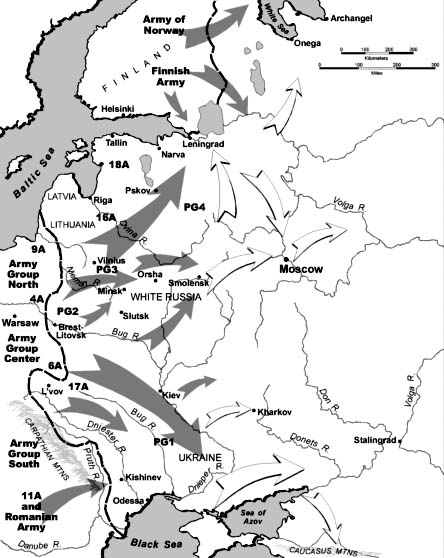
Planul general al operațiunii Barbarossa

În perioada ce a urmat eșecului tratativelor din octombrie-noiembrie 1940, relațiile dintre cele două regimuri totalitare s-au răcit substanțial. Ambele puteri au căutat să-și consolideze pozițiile, una în raport cu cealaltă. La scurt timp Germania renunță la teritoriul Lituania ce “i se cuvenea” conform Pactului Ribbentrop-Molotov în schimbul unor compensații financiare și în materii prime. 
În ianuarie 1941, nemții au început să transfere importante contingente de trupe în România, iar apoi în Bulgaria, folosind drept pretext necesitatea preîntîmpinării unui atac britanic din direcția Greciei. Mai mult decît atît, pentru a-i intimida pe sovietici, naziștii au făcut cunoscute în U.R.S.S. date despre forța și capacitatea contingentelor militare germane în Balcani. Sovieticii i-au avertizat încă odată pe germani că privesc Bulgaria și regiunea Strîmtorilor drept vitale pentru securitatea U.R.S.S. și că nu vor rămâne indiferenți față de evenimentele ce se produc în acea zonă . Din acel moment sovieticii au înțeles că naziștii nu vor da curs propunerii lor din 26 noiembrie anul precedent și au informat guvernul german despre faptul că acesta nu poate conta pe sprijinul sovietic în acțiunile sale din Balcani. 
Răspunsul sovietic la acțiunile germane nu a întîrziat foarte mult. În vederea posibilității confruntării cu Germania,în scurt timp sovieticii finalizează negocierile cu Japonia în privința unui pact de neagresiune pe care îl semnează la 13 prilie 1941. Acest tratat corespundea evident, și intereselor Japoniei care în acea perioadă contempla deja posibilitatea confruntării cu S.U.A. în vederea expansiunii în Asia de sud-est și în regiunea Pacificului. Avînd în vedere acest lucru, Germania nu putea să facă foarte multe pentru a preîntîmpina respectiva înțelegere. Totodată, la 5 aprilie sovieticii au încheiat cu Iugoslavia un tratat de prietenie și neagresiune, profitînd de pe urma unei lovituri de stat ce a răsturnat guvernul anterior, favorabil naziștilor și care a adus Iugoslavia în tabăra Axei la 25 martie în același an. Nemții i-au avertizat pe sovietici să nu întreprindă acest pas, iar la doar o zi de la încheierea înțelegerii sovieto-iugoslave naziștii invadează Grecia și Iugoslavia.
Din acest moment și pînă la 22 iunie 1941, relațiile dintre Rusia sovietică și Germania nazistă intră într-un declin accentuat, cu excepția celor comerciale care au continuat chiar pînă în momentul invaziei naziste. Sunt de menționat, din această perioadă, repetatele violări ale spațiului aerian sovietic de către avioanele de luptă germane, încălcări pe care sovieticii au sperat să le curme prin discuții și note de protest adresate guvernului german. Tot aici trebuie să remarcăm faptul că, în pofida acestor încălcări, dar și în contextul zvonurilor tot mai frecvente referitoare la iminența unui atac german împotriva U.R.S.S., Stalin a decis în acea perioadă să păstreze pacea cu Germania cu orice preț. În pofida acestor semnale dinspre U.R.S.S., la 21 iunie 1941, ambasadorul german la Moscova primește textul declarației de război a Germaniei către U.R.S.S., în care printre altele, sunt folosite ca pretext poziția sovietică în raport cu evenimentele relative Dictatului de la Viena, pretențiile U.R.S.S. asupra Bucovinei, pretențiile sovietice vizavi de Strîmtori și în chestiunea acordării de garanții Bulgariei, tratatul sovietic cu Iugoslavia , dar și alte chestiuni litigioase pe care le-am descris în paginile acestui studiu. A doua zi, Hitler declanșează operațiunea Barbarossa de invazie a U.R.S.S. 